# Magdalena de Cao
Magdalena de Cao est une petite ville péruvienne, capitale du district de Magdalena de Cao, dans la Province d'Ascope, Région de La Libertad. Cette localité de la côte nord péruvienne se trouve à environ 50 kilomètres au nord-ouest de la ville de Trujillo. À cinq kilomètres à l'ouest de la ville se trouve le site archéologique d'El Brujo, où reposent les restes de la Dame de Cao.

## Histoire
Magdalena de Cao est une localité d'origine Chimú, dont la fondation espagnole date de 1538. L'anniversaire de la fondation se fête au mois de juillet.

## Route Moche
En raison de sa proximité du site d'El Brujo, Magdalena de Cao est située sur le circuit touristique dénommé la Route Moche.

## Tourisme
Magdalena de Cao est l'antichambre de la visite du site archéologique d'El Brujo. Sur la place centrale se trouve notamment un monument à la Dame de Cao, face à l'église. La maison de la culture, située Bulevar de las Nuevas Damas de Cao, présente l'histoire du village et son passé moche. 
On trouve à Magdalena de Cao plusieurs restaurants typiques de cuisine locale, qui propose en particulier des fruits de mer, et des boutiques de souvenirs avec des objets ornementaux en rapport avec la culture moche et la Dame de Cao. 
On y produit aussi la fameuse "chicha de año", boisson typique de Magdalena de Cao à base de maïs macéré pendant un an (d'où son nom).

## Secteurs
- Veracruz
- San Vicente